# Comets on Fire
Comets on Fire is een Amerikaanse noiserockband uit Santa Cruz (Californië). De band werd in 1999 opgericht door gitarist en zanger Ethan Miller en oude vriend bassist Ben Flashman, die op zoek waren naar ritmisch en sonisch intense muziek, die geen aandacht besteedde aan categorisering.

## Bezetting
- Ethan Miller[4] (zang, gitaar)
- Noel von Harmonson[5] (echoplex, drums)
- Ben Flashman[6] (basgitaar)
- Utrillo Kushner[7] (drums, keyboards)
- Ben Chasny[8] (gitaar)

## Geschiedenis
De band begon in 1999 en bracht hun debuutplaat uit bij Alternative Tentacles (het label van Jello Biafra). Dit album toont de invloed van de Butthole Surfers, Hawkwind en de MC5. Het volgende album Field Recordings from the Sun voor het Ba Da Bing-label vertoonde meer groei op de plaat met nieuwe drummer Utrillo Kushner, evenals saxofoons die werden toegevoegd aan hun noiserock-jams. Vóór de volgende plaat voegde de band Ben Chasny van Six Organs of Admittance officieel toe aan hun bezetting in 2003. Hij had eerder met hen opgetreden en opgenomen. Met deze bezetting kregen ze een contract bij Sub Pop Records en brachten ze hun veelgeprezen Blue Cathedral uit. De plaat stelde hen bloot aan een geheel nieuwe schare fans en de plaat vond genade bij genoeg mensen zodat Comets on Fire kon toeren als openingsact voor Sonic Youth, Dinosaur Jr en Mudhoney. In 2006 brachten ze hun vierde album Avatar uit, waaruit bleek dat de band zich afwendde van hun psychedelische noise jams voor een meer ingetogen geluid dat zich soms dicht bij classic rock waagt.
Ze vielen op door hun intensieve gebruik van de Echoplex, voornamelijk gebruikt bij zang, maar ook bij andere instrumenten. Dit maakt de teksten vaak onverstaanbaar. Miller beweerde de teksten niet te onthouden nadat hij een album had samengesteld. Na het voltooien van tournees voor Avatar tot en met 2008, maakte de band een langere pauze. In de tussenliggende periode begon Ethan Miller de aandacht te vestigen op zijn Howlin' Rain-project en Noel von Harmonson sloot zich aan bij Sic Alps. In 2012 hergroepeerden de bandleden zich om op te nemen als Six Organs of Admittance voor het nieuwe album Ascent. In een interview met Uncut benadrukte Chasny dat de band niet uit elkaar was gegaan, maar dat toekomstige plannen nog onzeker waren. In juni 2013 maakte de band via hun website bekend dat ze het laatste All Tomorrow's Parties-festival zouden spelen in Camber Sands.

## Discografie

### Albums
- 2001: Comets on Fire
- 2002: Field Recordings from the Sun
- 2004: Blue Cathedral
- 2006: Avatar

### Verder
- 2003: Live in Europa (split-lp met Major Stars, beperkt tot 500 kopieën)
- 2003: Bong Voyage (beperkt tot 800 kopieën)
- 2004: Cardboard Sub Pop Promo Jams (beperkt tot 1000 kopieën)
- 2005: Euro Tour 5 CDR Boxset (zelf uitgebracht, beperkt tot 10 kopieën)
- 2005: Collaboration (split-lp met Burning Star Core, beperkt tot 1000 kopieën)